# Knoedel

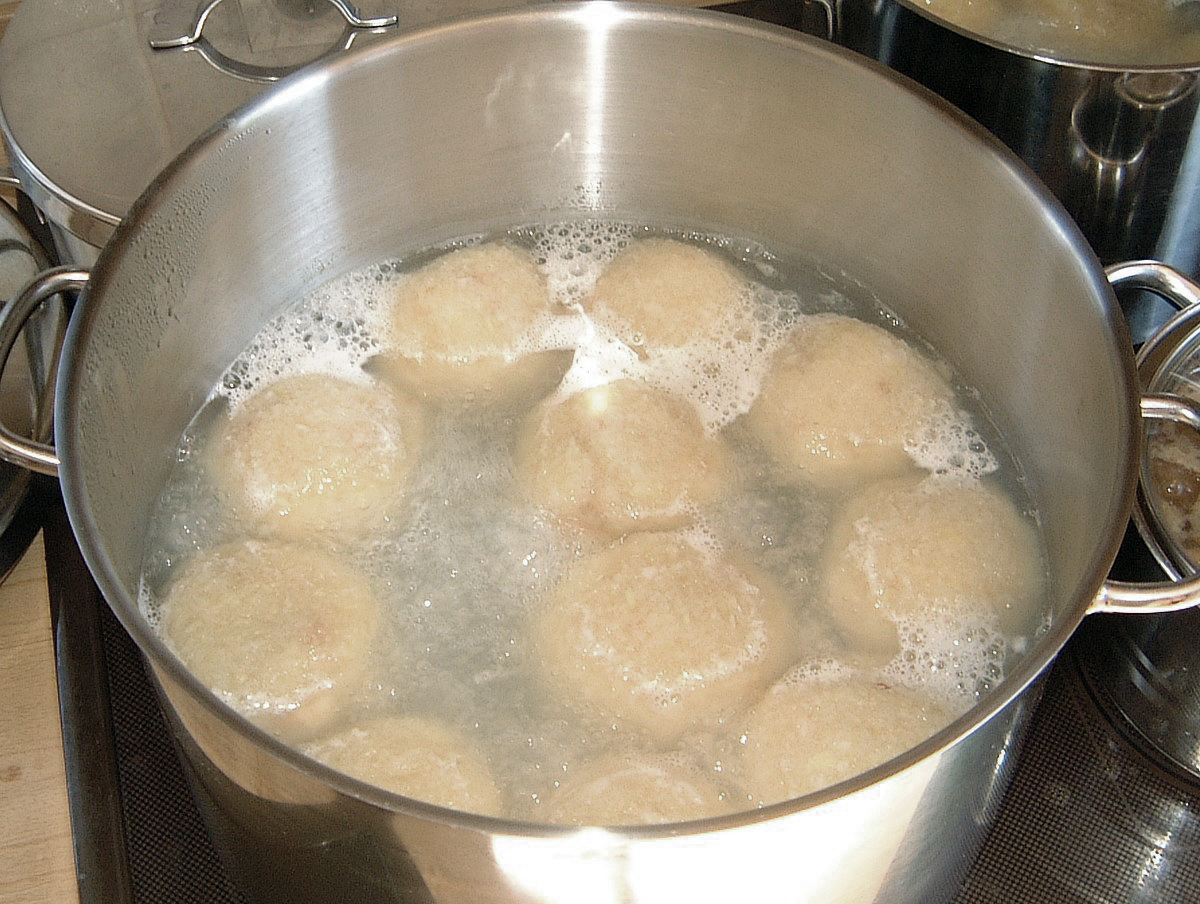
Bereiding van aardappelknoedels

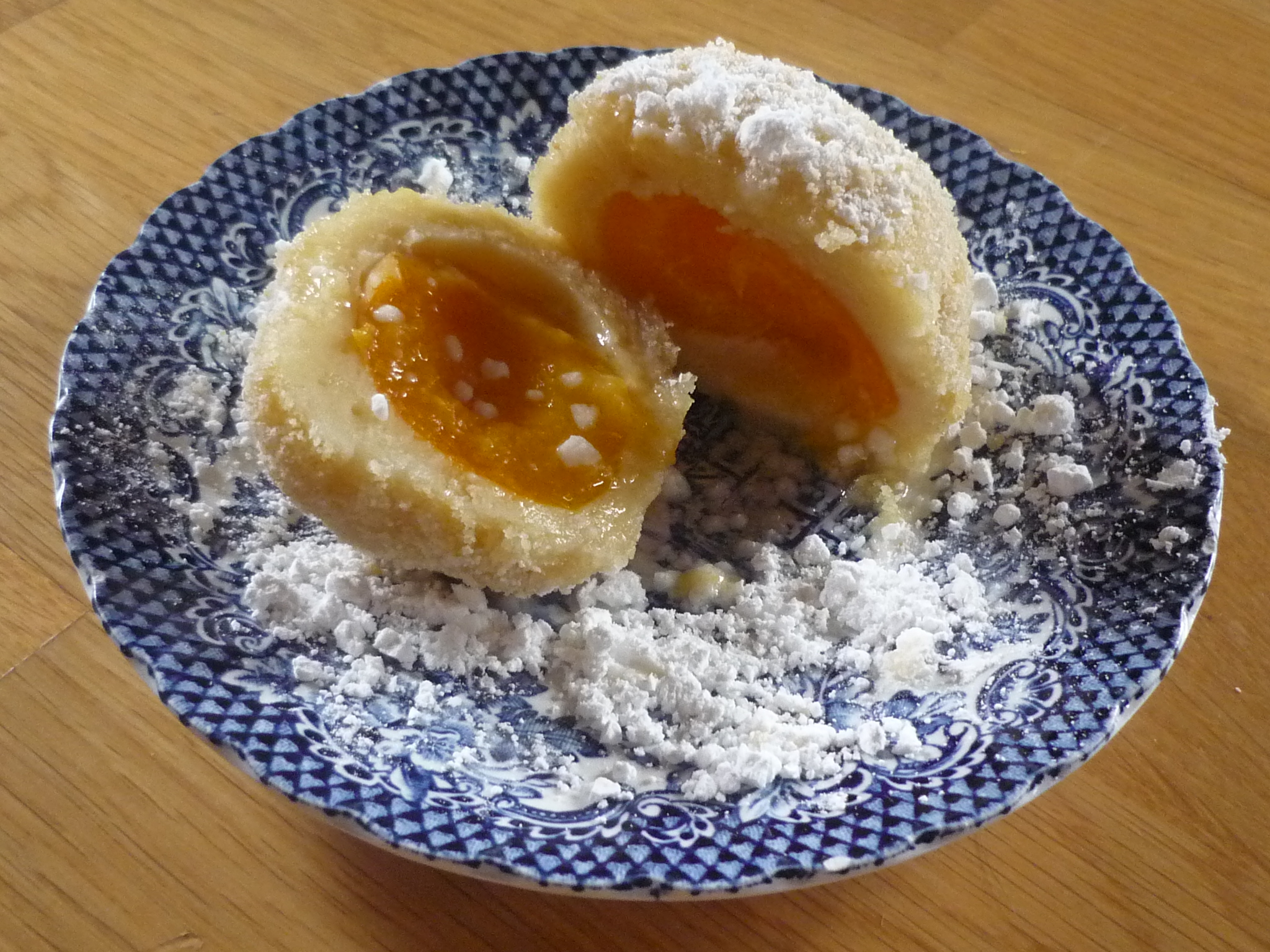
Marillenknödel

Een knoedel (Duits: Knödel of Kloß; Jiddisch קניידל knejdl; Luxemburgs: Kniddel; Tsjechisch: knedlík) is een bal(letje) gemaakt van pastadeeg, aardappeldeeg, brooddeeg of een ander deeg en vaak een mengvorm van de hiervoor genoemde deegsoorten, of van oud brood. Knoedels komen oorspronkelijk uit Bohemen. In Bohemen en ook in Moravië waren uitgestrekte graanvelden te vinden, en de Boheemse koks wisten van meel en andere ingrediënten knoedels te maken.
Knoedels zijn vooral geliefd in Zuid-Duitsland, de Elzas, Oostenrijk, Slowakije en Tsjechië.
Knoedels zijn onder te verdelen in hartige knoedels en zoete knoedels.

## Hartige knoedels
De hartige knoedels zijn onder te verdelen in gevulde en ongevulde knoedels.
De ongevulde knoedels zijn vaak grote deegbollen die als bijgerecht geserveerd worden bij vlees, kip of paddenstoelen.
Gevulde knoedels worden vaak als voorgerecht geserveerd, maar kunnen ook als bijgerecht van het hoofdgerecht functioneren.
- Gehaktknoedel: knoedel gevuld met gebraden varkensvlees, gebraden rundvlees en gebraden gehakt
- Leberknödel: knoedel gevuld met lever, knoflook en peterselie
- Tiroler Speckknödel: knoedel van oud brood gemengd met stukjes spek
- Pitepalt, kroppkakor en blodpalt zijn Zweedse knoedelgerechten, gemaakt van onder meer aardappels en meel.

Gnocchi zijn kleine Italiaanse knoedels die vaak met een saus en kaas worden geserveerd.

## Zoete knoedels
Zoete knoedels, altijd gevuld met een vrucht of vruchten of noten worden als nagerecht geserveerd met boter en suiker.
In Oostenrijk kent men bijvoorbeeld:
- Marillenknödel: knoedels gevuld met abrikoos
- Zwetschkenknödel: knoedels gevuld met pruim
- Germknödel: Knoedels gevuld met pruimencompote (powidl)